# 相知蓮賀
相知 蓮賀（おうち / あいち れんが、? – 康永元年/興国3年（1342年））は、南北朝時代の武将。名は連。

## 経歴・人物
松浦党の一族で、肥前松浦郡相知を本拠地とした。相知城主。
正慶2年/元弘3年（1333年）に後醍醐天皇方に付き、子の秀とともに鎮西探題の赤橋英時を攻撃した。その後、京都で足利尊氏・直義兄弟と戦いこれを敗ったが、西下して再挙を図っているうちに素志を達成できないまま、康永元年/興国3年（1342年）に逝去した。
大正4年（1915年）11月に従四位を追贈される。